# Попень (Зорлень, Васлуй)
Попень, Попені (рум. Popeni) — село у повіті Васлуй в Румунії. Входить до складу комуни Зорлень.
Село розташоване на відстані 241 км на північний схід від Бухареста, 43 км на південь від Васлуя, 102 км на південь від Ясс, 92 км на північ від Галаца.

## Населення
За даними перепису населення 2002 року у селі проживали 2808 осіб, усі — румуни. Рідною мовою 2807 осіб (> 99,9%) назвали румунську.